# Candelaria 2da. Sección
Candelaria 2da. Sección är en ort i Mexiko.   Den ligger i kommunen Ixtacomitán och delstaten Chiapas, i den sydöstra delen av landet, 700 km öster om huvudstaden Mexico City. Candelaria 2da. Sección ligger 503 meter över havet och antalet invånare är 181.
Terrängen runt Candelaria 2da. Sección är kuperad åt nordväst, men åt sydost är den bergig. Terrängen runt Candelaria 2da. Sección sluttar norrut. Runt Candelaria 2da. Sección är det ganska tätbefolkat, med 54 invånare per kvadratkilometer. Närmaste större samhälle är Pichucalco, 14,0 km norr om Candelaria 2da. Sección. I omgivningarna runt Candelaria 2da. Sección växer i huvudsak städsegrön lövskog.